# Tillandsia sphaerocephala
Tillandsia sphaerocephala là một loài thuộc chi Tillandsia. Đây là loài bản địa của Bolivia.

## Hình ảnh

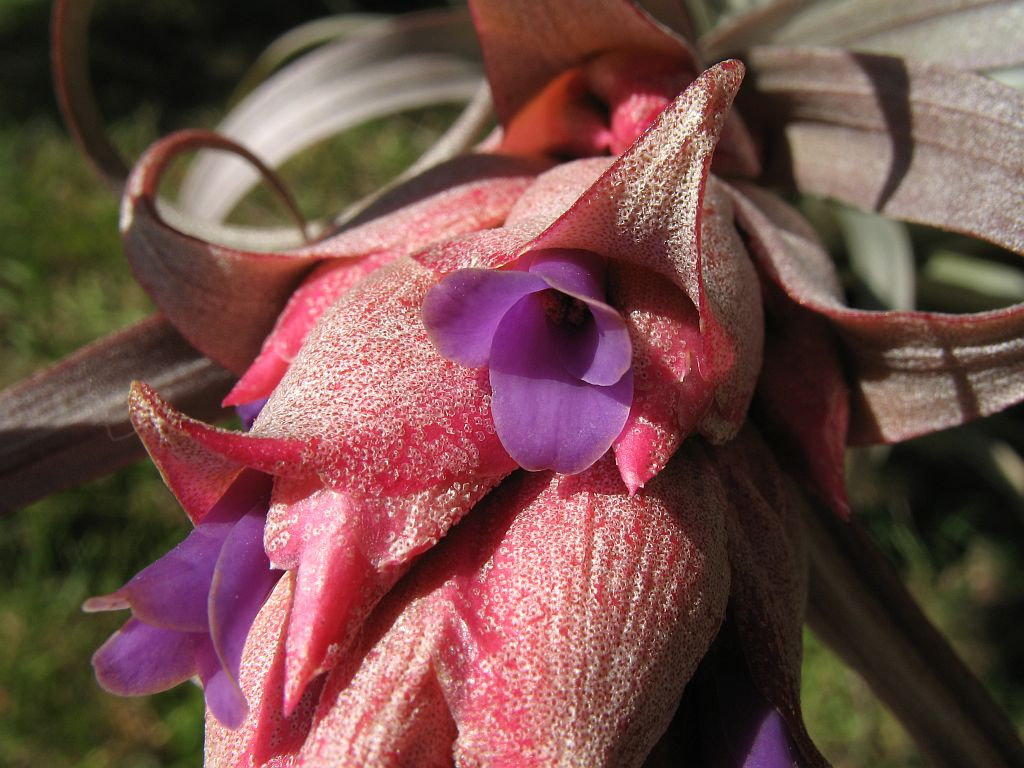
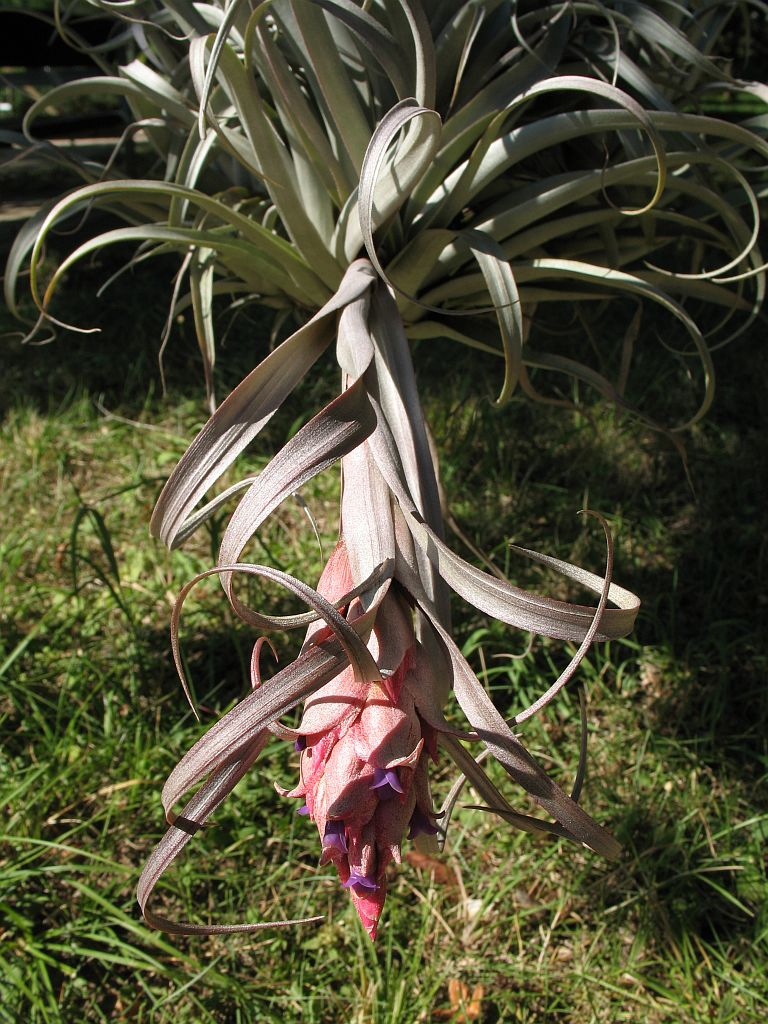
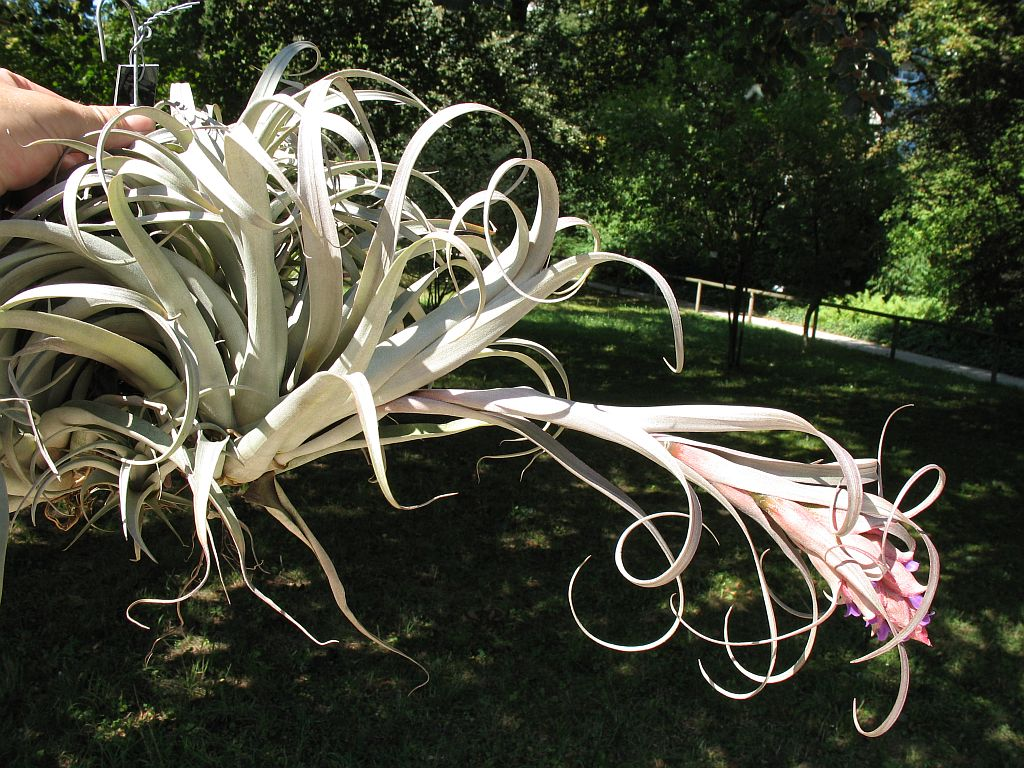